# 天主教嘉应教区
天主教嘉應教區（拉丁語：Dioecesis Kaiyingensis；中國官方稱為：梅州教區）是天主教在中國廣東省東北部設立的一個教區，屬於廣東教省。

## 概況
1946年4月11日，聖座在中國設立聖統制，嘉應宗座代牧區升格為嘉應教區，屬於廣東教省。教座位於廣東省梅州赤岌一路23號的聖家主教座堂。現任教區主教為廖宏清。
1950年，嘉應教區有26個堂區、31司鐸和31位修女，信徒人數為22,819人。2005年，信徒人數約為40,000人、45個堂區。

## 歷史
1850年，巴黎外方傳教會會士進入廣東省東北部嘉應直隸州。19世紀末，嘉應直隸州已約有3,000名信徒。
1925年，巴黎外方傳教會將嘉應直隸州及惠潮嘉道龍川縣、連平州、河源縣與和平縣交給瑪利諾外方傳教會負責管理。1929年2月20日，聖座從汕頭宗座代牧區劃出廣東省東北部，成立嘉應宗座監牧區，福爾德神父出任宗座監牧。1935年6月18日，嘉應宗座監牧區升格為嘉應宗座代牧區。
1946年4月11日，聖座在中國設立聖統制，嘉應宗座代牧區升格為嘉應教區，屬於廣東教省，福爾德留任成為汕頭教區首任主教。
1949年10月1日，中國共產黨在中國大陸地區建立中華人民共和國，並開始針對天主教進行宗教迫害及打壓，教會已經無法正常功能。1950年12月，福爾德主教被控以「間諜」罪名軟禁。1951年，被押到多個城市遊街示眾及毆打羞辱。福爾德主教經過八個月的牢獄及迫害，在1952年2月21日死於廣州獄中。事後，福爾德主教獲美國布魯克林教區推動成為天主之僕，而聖座已展開他的封聖程序。1951年4月，其他外籍傳教士先後被中國政府驅逐出境，教區教務由中國籍神父張一之主持。
1964年，全部教堂被中國政府強制關閉，並沒收教會財產。1966年至1979年的文化大革命期間，教區所有宗教活動停止。直至1980年代初，嘉應教區續步恢復運作。1981年，由中國政府控制的中國天主教愛國會擅自將教區更名為梅縣教區，1988年再更名為梅州教區。
1989年5月7日，愛國會未經時任教宗若望保祿二世准許自選自聖鍾銓璋為嘉應教區正權主教，其後獲教宗認可。1994年,愛國會再擅自將廣州總教區河源市劃歸嘉應教區。2003年9月26日，廖宏清獲時任教宗若望保祿二世任命為嘉應教區正權主教 。

## 歷任主教

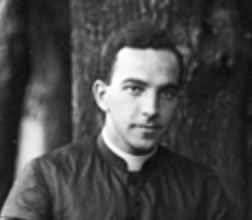
福爾德主教於1918年

### 嘉應宗座監牧
- 福爾德神父, M.M.（1929年4月28日-1935年6月18日）：美國籍[4]

### 嘉應宗座代牧
- 福爾德主教, M.M.（1935年6月18日-1946年4月11日）：美國籍

### 嘉應主教
- 福爾德主教, M.M.（1946年4月11日-1952年2月21日）：美國籍，1952年在獄中迫害至死及成為天主之僕，聖座已展開封聖程序。
- 教座出缺（1952年-1989年）
- 鍾全璋主教（1989年5月7日-2000年1月28日）：1989年自選自聖，後獲教宗認可。[5]
- 教座出缺（2000年-2003年）
- 廖宏清主教 （2003年9月26日-現在）[6][7]